# Úszás a 2010. évi nyári ifjúsági olimpiai játékokon
A 2010. évi nyári ifjúsági olimpiai játékokon az úszás versenyeinek Szingapúrban a Singapore Sports School adott otthont augusztus 15. és 19. között. A fiúknál és a lányoknál is 16–16 versenyszámot rendeztek, ezenkívül 2 olyan versenyszám volt, amelyben fiú és lány úszók is szerepeltek. Összesen 34 ifjúsági olimpiai bajnokot avattak.

## Éremtáblázat
Magyarország és a rendező Szingapúr eltérő háttérszínnel, az egyes számoszlopok legmagasabb értéke vastagítással kiemelve.
| A 2010. évi nyári ifjúsági olimpiai játékok éremtáblázata úszásban | A 2010. évi nyári ifjúsági olimpiai játékok éremtáblázata úszásban | A 2010. évi nyári ifjúsági olimpiai játékok éremtáblázata úszásban | A 2010. évi nyári ifjúsági olimpiai játékok éremtáblázata úszásban | A 2010. évi nyári ifjúsági olimpiai játékok éremtáblázata úszásban | Olimpia  |
| ------------------------------------------------------------------ | ------------------------------------------------------------------ | ------------------------------------------------------------------ | ------------------------------------------------------------------ | ------------------------------------------------------------------ | -------- |
|                                                                    | Ország                                                             | Arany                                                              | Ezüst                                                              | Bronz                                                              | Összesen |
| 1.                                                                 | Kína (CHN)                                                         | 11                                                                 | 2                                                                  | 1                                                                  | 14       |
| 2.                                                                 | Ausztrália (AUS)                                                   | 4                                                                  | 6                                                                  | 6                                                                  | 16       |
| 3.                                                                 | Magyarország (HUN)                                                 | 4                                                                  | 1                                                                  | 1                                                                  | 6        |
| 4.                                                                 | Franciaország (FRA)                                                | 3                                                                  | 1                                                                  | 2                                                                  | 6        |
| 5.                                                                 | Ukrajna (UKR)                                                      | 3                                                                  | 1                                                                  | 1                                                                  | 5        |
| 6.                                                                 | Oroszország (RUS)                                                  | 2                                                                  | 5                                                                  | 2                                                                  | 9        |
| 7.                                                                 | Kanada (CAN)                                                       | 2                                                                  | 1                                                                  | 4                                                                  | 7        |
| 8.                                                                 | Dél-afrikai Köztársaság (RSA)                                      | 1                                                                  | 3                                                                  | 2                                                                  | 6        |
| 9.                                                                 | Olaszország (ITA)                                                  | 1                                                                  | 2                                                                  | 2                                                                  | 5        |
| 10.                                                                | Egyesült Államok (USA)                                             | 1                                                                  | 2                                                                  | 0                                                                  | 3        |
| 11.                                                                | Dél-Korea (KOR)                                                    | 1                                                                  | 1                                                                  | 0                                                                  | 2        |
| 12.                                                                | Trinidad és Tobago (TRI)                                           | 1                                                                  | 0                                                                  | 0                                                                  | 1        |
|                                                                    | Horvátország (CRO)                                                 | 1                                                                  | 0                                                                  | 0                                                                  | 1        |
|                                                                    |                                                                    |                                                                    |                                                                    |                                                                    |          |
| 14.                                                                | Spanyolország (ESP)                                                | 0                                                                  | 2                                                                  | 1                                                                  | 3        |
| 15.                                                                | Izrael (ISR)                                                       | 0                                                                  | 2                                                                  | 0                                                                  | 2        |
| 16.                                                                | Németország (GER)                                                  | 0                                                                  | 1                                                                  | 2                                                                  | 3        |
| 17.                                                                | Venezuela (VEN)                                                    | 0                                                                  | 1                                                                  | 1                                                                  | 2        |
|                                                                    | Szerbia (SRB)                                                      | 0                                                                  | 1                                                                  | 1                                                                  | 2        |
| 19.                                                                | Szingapúr (SIN)                                                    | 0                                                                  | 1                                                                  | 0                                                                  | 1        |
|                                                                    |                                                                    |                                                                    |                                                                    |                                                                    |          |
| 20.                                                                | Nagy-Britannia (GBR)                                               | 0                                                                  | 0                                                                  | 2                                                                  | 2        |
| 21.                                                                | Csehország (CZE)                                                   | 0                                                                  | 0                                                                  | 1                                                                  | 1        |
|                                                                    | Norvégia (NOR)                                                     | 0                                                                  | 0                                                                  | 1                                                                  | 1        |
|                                                                    | Portugália (POR)                                                   | 0                                                                  | 0                                                                  | 1                                                                  | 1        |
|                                                                    | Kuvait (KUW)                                                       | 0                                                                  | 0                                                                  | 1                                                                  | 1        |
|                                                                    | Japán (JPN)                                                        | 0                                                                  | 0                                                                  | 1                                                                  | 1        |
|                                                                    | Lengyelország (POL)                                                | 0                                                                  | 0                                                                  | 1                                                                  | 1        |
|                                                                    | Románia (ROU)                                                      | 0                                                                  | 0                                                                  | 1                                                                  | 1        |
|                                                                    |                                                                    |                                                                    |                                                                    |                                                                    |          |
| Összesen                                                           | Összesen                                                           | 35                                                                 | 33                                                                 | 35                                                                 | 103      |

- Fiú, 50 m-es hátúszásban holtverseny miatt 2 bronzérmet osztottak ki.
- Lány, 50 m-es gyorsúszásban holtverseny miatt 2 aranyérmet osztottak ki, ezüstérmes nem volt.

## Érmesek
Magyarország és a rendező Szingapúr sportolói eltérő háttérszínnel kiemelve.

### Fiú
| Versenyszám                                           | Arany                                                                              | Arany   | Ezüst                                                                                   | Ezüst   | Bronz                                                                                        | Bronz   |
| ----------------------------------------------------- | ---------------------------------------------------------------------------------- | ------- | --------------------------------------------------------------------------------------- | ------- | -------------------------------------------------------------------------------------------- | ------- |
| 50 m gyors Döntő: augusztus 18., 18:32                | Andrii Govorov · Ukrajna (UKR)                                                     | 22.35   | Kenneth To · Ausztrália (AUS)                                                           | 22.82   | Aitor Martinez · Spanyolország (ESP)                                                         | 22.83   |
| 100 m gyors Döntő: augusztus 20., 18:54               | Medhy Metella · Franciaország (FRA)                                                | 49.99   | Velimir Stjepanovic · Szerbia (SRB)                                                     | 50.25   | Kenneth To · Ausztrália (AUS)                                                                | 50.29   |
| 200 m gyors Döntő: augusztus 16., 18:41               | Andrey Ushakov · Oroszország (RUS)                                                 | 1:49.81 | Cristian Quintero · Venezuela (VEN)                                                     | 1:49.98 | Jeremi Bagshaw · Kanada (CAN)                                                                | 1:50.67 |
| 400 m gyors Döntő: augusztus 15., 18:32               | Jun Dai · Kína (CHN)                                                               | 3:50.91 | Chad le Clos · Dél-afrikai Köztársaság (RSA)                                            | 3:51.37 | Cristian Quintero · Venezuela (VEN)                                                          | 3:53.44 |
| 50 m hát Döntő: augusztus 18., 19:00                  | Christian Homer · Trinidad és Tobago (TRI)                                         | 26.36   | Kai Wee Ng Rainer · Szingapúr (SIN)                                                     | 26.45   | Abdullah Altuwaini · Kuvait (KUW) · Max Ackermann · Ausztrália (AUS)                         | 26.36   |
| 100 m hát Döntő: augusztus 16., 18:32                 | Jianbin He · Kína (CHN)                                                            | 55.16   | Yakov Toumarkin · Izrael (ISR)                                                          | 55.28   | Lavrans Solli · Norvégia (NOR)                                                               | 56.20   |
| 200 m hát Döntő: augusztus 20., 18:35                 | Bernek Péter · Magyarország (HUN)                                                  | 1:59.18 | Yakov Toumarkin · Izrael (ISR)                                                          | 1:59.39 | Zámbó Balázs · Magyarország (HUN)                                                            | 2:01.60 |
| 50 m mell Döntő: augusztus 20., 20:00                 | Ivan Capan · Horvátország (CRO)                                                    | 28.55   | Nicholas Schafer · Ausztrália (AUS)                                                     | 28.59   | Razvan Tudosie · Románia (ROU)                                                               | 28.69   |
| 100 m mell Döntő: augusztus 16., 19:38                | Nicholas Schafer · Ausztrália (AUS)                                                | 1:01.38 | Anton Lobanov · Oroszország (RUS)                                                       | 1:01.44 | Flavio Bizzarri · Olaszország (ITA)                                                          | 1:02.22 |
| 200 m mell Döntő: augusztus 18., 18:42                | Flavio Bizzari · Olaszország (ITA)                                                 | 2:13.31 | Anton Lobanov · Oroszország (RUS)                                                       | 2:13.65 | Nicholas Schafer · Ausztrália (AUS)                                                          | 2:13.72 |
| 50 m pillangó Döntő: augusztus 19., 18:53             | Andrii Govorov · Ukrajna (UKR)                                                     | 23.64   | Gyucheol Chang · Dél-Korea (KOR)                                                        | 24.05   | Tommaso Romani · Olaszország (ITA)                                                           | 24.80   |
| 100 m pillangó Döntő: augusztus 17., 18:50            | Gyucheol Chang · Dél-Korea (KOR)                                                   | 53.13   | Chad le Clos · Dél-afrikai Köztársaság (RSA)                                            | 53.31   | Velimir Stjepanovic · Szerbia (SRB)                                                          | 53.77   |
| 200 m pillangó Döntő: augusztus 20., 19:20            | Biczó Bence · Magyarország (HUN)                                                   | 1:55.89 | Chad le Clos · Dél-afrikai Köztársaság (RSA)                                            | 1:56.85 | Marcin Cieslak · Lengyelország (POL)                                                         | 1:57.68 |
| 200 m vegyes Döntő: augusztus 16., 19:46              | Chad le Clos · Dél-afrikai Köztársaság (RSA)                                       | 2:00.68 | Kenneth To · Ausztrália (AUS)                                                           | 2:02.51 | Dylan Bosch · Dél-afrikai Köztársaság (RSA)                                                  | 2:02.59 |
| 4×100 m gyorsúszás váltó Döntő: augusztus 17., 19:32  | Oroszország (RUS) · Andrey Ushakov · Alexey Atsapkin · Ilya Lemaev · Anton Lobanov | 3:23.91 | Kína (CHN) · Bowei Sun · Jun Dai · Ximing Wang · Jianbin He                             | 3:24.46 | Dél-afrikai Köztársaság (RSA) · Chad le Clos · Murray McDougall · Dylan Bosch · Pierre Keune | 3:24.66 |
| 4×100 m vegyesúszás váltó Döntő: augusztus 18., 19:53 | Ausztrália (AUS) · Max Ackermann · Nicholas Schafer · Kenneth To · Justin James    | 3:42.50 | Franciaország (FRA) · Ganesh Pedurand · Thomas Rabeisen · Jordan Coelho · Medhy Metella | 3:43.84 | Németország (GER) · Christian Diener · Christian Vom Lhen · Melvin Herrmann · Kevin Leithold | 3:44.22 |

### Lány
| Versenyszám                                           | Arany                                                                       | Arany   | Ezüst                                                                                            | Ezüst   | Bronz                                                                             | Bronz   |
| ----------------------------------------------------- | --------------------------------------------------------------------------- | ------- | ------------------------------------------------------------------------------------------------ | ------- | --------------------------------------------------------------------------------- | ------- |
| 50 m gyors Döntő: augusztus 20., 18:32                | Tang Yi · Kína (CHN) · Anna Santamans · Franciaország (FRA)                 | 25.40   | Az első helyen holtverseny volt, emiatt nem volt ezüstérmes.                                     |         | Emma McKeon · Ausztrália (AUS)                                                    | 25.61   |
| 100 m gyors Döntő: augusztus 17., 19:28               | Yi Tang · Kína (CHN)                                                        | 54.46   | Emma McKeon · Ausztrália (AUS)                                                                   | 55.37   | Lauren Earp · Kanada (CAN)                                                        | 56.59   |
| 200 m gyors Döntő: augusztus 18., 19:31               | Yi Tang · Kína (CHN)                                                        | 1:58.78 | Kapás Boglárka · Magyarország (HUN)                                                              | 2:00.99 | Emma McKeon · Ausztrália (AUS)                                                    | 2:01.18 |
| 400 m gyors Döntő: augusztus 20., 19:43               | Kapás Boglárka · Magyarország (HUN)                                         | 4:10.37 | Kiera Janzen · Egyesült Államok (USA)                                                            | 4:14.28 | Eleonora Faulkner · Nagy-Britannia (GBR)                                          | 4:14.31 |
| 50 m hát Döntő: augusztus 19., 18:57                  | Mathilde Cini · Franciaország (FRA)                                         | 29.19   | Daryna Zevina · Ukrajna (UKR)                                                                    | 29.34   | Alexandra Papusha · Oroszország (RUS)                                             | 29.51   |
| 100 m hát Döntő: augusztus 16., 19:42                 | Daryna Zevina · Ukrajna (UKR)                                               | 1:01.51 | Anqi Bai · Kína (CHN)                                                                            | 1:01.97 | Alexandra Papusha · Oroszország (RUS)                                             | 1:02.15 |
| 200 m hát Döntő: augusztus 17., 18:45                 | Anqi Bai · Kína (CHN)                                                       | 2:11.46 | Kaitlyn Jones · Egyesült Államok (USA)                                                           | 2:12.20 | Daryna Zevina · Ukrajna (UKR)                                                     | 2:12.31 |
| 50 m mell Döntő: augusztus 16., 18:46                 | Rachel Nicol · Kanada (CAN)                                                 | 32.06   | Martina Carraro · Olaszország (ITA)                                                              | 32.44   | Ana de Pinho Rodrigues · Portugália (POR)                                         | 32.49   |
| 100 m mell Döntő: augusztus 18., 19:04                | Tera van Beilen · Kanada (CAN)                                              | 1:08.95 | Emily Selig · Ausztrália (AUS)                                                                   | 1:09.06 | Rachel Nicol · Kanada (CAN)                                                       | 1:09.18 |
| 200 m mell Döntő: augusztus 20., 18:58                | Emily Selig · Ausztrália (AUS)                                              | 2:27.78 | Tera van Beilen · Kanada (CAN)                                                                   | 2:29.39 | Maya Hamano · Japán (JPN)                                                         | 2:29.75 |
| 50 m pillangó Döntő: augusztus 18., 18:57             | Lan Liu · Kína (CHN)                                                        | 26.97   | Elena di Liddo · Olaszország (ITA)                                                               | 27.06   | Anna Santamans · Franciaország (FRA)                                              | 27.31   |
| 100 m pillangó Döntő: augusztus 20., 18:40            | Liu Lan · Kína (CHN)                                                        | 59.67   | Judit Ignacio · Spanyolország (ESP)                                                              | 1:00.07 | Rachael Kelly · Nagy-Britannia (GBR)                                              | 1:00.26 |
| 200 m pillangó Döntő: augusztus 16., 18:36            | Kapás Boglárka · Magyarország (HUN)                                         | 2:08.72 | Judit Ignacio · Spanyolország (ESP)                                                              | 2:10.11 | Lan Liu · Kína (CHN)                                                              | 2:11.94 |
| 200 m vegyes Döntő: augusztus 15., 19:10              | Kaitlyn Jones · Egyesült Államok (USA)                                      | 2:14.53 | Kristina Kochetkova · Oroszország (RUS)                                                          | 2:15.13 | Barbora Zavadova · Csehország (CZE)                                               | 2:15.36 |
| 4×100 m gyorsúszás váltó Döntő: augusztus 19., 19:17  | Kína (CHN) · Lan Liu · Anqi Bai · Chang Wang · Yi Tang                      | 3:46.64 | Németország (GER) · Juliane Reinhold · Lena Kalla · Dorte Baumert · Lina Rathsack                | 3:49.02 | Kanada (CAN) · Lindsay Delmar · Tera van Beilen · Rachel Nicol · Lauren Earp      | 3:49.12 |
| 4×100 m vegyesúszás váltó Döntő: augusztus 16., 20:08 | Ausztrália (AUS) · Madison Wilson · Emily Selig · Zoe Johnson · Emma McKeon | 4:11.07 | Oroszország (RUS) · Alexandra Papusha · Olga Detenyuk · Kristina Kochetkova · Ekaterina Andreeva | 4:11.76 | Németország (GER) · Dorte Baumert · Lina Rathsack · Lena Kalla · Juliane Reinhold | 4:16.72 |

### Vegyes
| Versenyszám                                          | Arany                                                   | Arany   | Ezüst                                                                       | Ezüst   | Bronz                                                                                | Bronz   |
| ---------------------------------------------------- | ------------------------------------------------------- | ------- | --------------------------------------------------------------------------- | ------- | ------------------------------------------------------------------------------------ | ------- |
| 4×100 m gyorsúszás váltó Döntő: augusztus 15., 19:16 | Kína (CHN) · Bowei Sun · Yi Tang · Lan Liu · Jianbin He | 3:31.34 | Ausztrália (AUS) · Kenneth To · Emma McKeon · Madison Wilson · Justin James | 3:31.69 | Franciaország (FRA) · Medhy Metella · Anna Santamans · Mathilde Cini · Jordan Coelho | 3:35.90 |
| 4×100m vegyesúszás váltó Döntő: augusztus 20., 20:13 | Kína (CHN) ·                                            | 3:52.52 | Oroszország (RUS) ·                                                         | 3:55.29 | Ausztrália (AUS) ·                                                                   | 3:55.63 |